# Den låsta dörren
Den låsta dörren (engelska: Secret Beyond the Door) är en amerikansk film noir från 1948, regisserad av Fritz Lang. Filmen var Langs tredje thrillerfilm tillsammans med Joan Bennett efter Kvinnan i fönstret och Kvinna i rött.
Silvia Richards skrev manuset baserat på Rufus Kings roman Museum Piece No. Thirteen som tidigare publicerats i magasinet Redbook under namnet Secret Beyond the Door. Enligt moderna källor var Ring Lardner Jr. ursprungligen påtänkt som manusförfattare och det ska ha tagit Richards och Lang närmare ett år att färdigställa den slutgiltiga versionen av manuset.

## Handling
Celia Barrett är en rik arvtagerska som på en semester i Mexiko möter Mark Lamphere. De två dras till varandra direkt och inom bara några dagar har de börjat planera sitt giftermål. Efter att de gift sig berättar Mark för Celia om sitt arbete som ansvarig för en arkitekturtidskrift och om sin fascination för att i detalj återskapa rum där mord begåtts. Smekmånaden avbryts av att Mark berättar för Celia att han fått ett telegram som kallar honom tillbaka till New York. Han ber Celia att bege sig till hans familjs egendom i Lavender Falls där han kommer att möta henne senare. Samma natt berättar tjänsteflickan att Mark inte tagit emot något telegram. Celia beger sig ändå till sitt nya hem där hon möts av Marks syster, Caroline Lamphere, som berättar att Mark har blivit försenad. Hon upptäcker att Mark har en son, David, och träffar Marks sekreterare, miss Robey.
Under en stor fest som familjen Lamphere anordnar tar Mark med gästerna genom sina återskapade rum och Celia blir förbryllad när han ilsket vägrar att visa henne det sista rummet som fortfarande är låst. Några dagar senare stoppar Celia ett gräl mellan Mark och David. David ber henne senare att inte lägga sig i eftersom han aldrig kommer att försonas med Mark som han tror mördat hans mor. När Celia frågar Mark hur hans första fru dog, vägrar han att berätta för henne och drar sig undan.
Celia börjar leta efter nyckeln till det låsta rummet och när hon hittar den gör hon ett vaxavtryck av den och låter göra en kopia. När hon går in i det mystiska rummet, inser hon att det är en exakt kopia av hennes eget sovrum och blir säker på att Mark tänkt mörda henne. Hon försöker först fly men återvänder nästa morgon då hon bestämt sig för att hjälpa sin man. Mark avskedar sitt tjänstefolk och när David har återvänt till sin internatskola och Celia och Mark är ensamma går hon in i det låsta rummet och väntar på Mark. När han kommer in i rummet inställd på att döda henne, tvingar Celia honom att minnas de traumatiska händelser från sin barndom som har lett honom till detta psykiska sammanbrott. Efter att Mark kommit till insikt om att han inte är en mördare upptäcker de två att huset brinner. De lyckas fly och befriade från sina misstankar om varandra bestämmer de sig för att börja ett nytt liv tillsammans.

## Roller
| Joan Bennett     | – Celia Lamphere             |
| Michael Redgrave | – Mark Lamphere              |
| Anne Revere      | – Caroline Lamphere          |
| Barbara O'Neil   | – Miss Robey                 |
| Natalie Schafer  | – Edith Potter               |
| Paul Cavanagh    | – Rick Barrett               |
| Anabel Shaw      | – intellektuell tonårsflicka |
| Rosa Rey         | – Paquita                    |
| James Seay       | – Bob Dwight                 |
| Mark Dennis      | – David Lamphere             |